# Saubens
Saubens är en kommun i departementet Haute-Garonne i regionen Occitanien i södra Frankrike. Kommunen ligger i kantonen Portet-sur-Garonne som tillhör arrondissementet Muret. År 2022 hade Saubens 2 351 invånare.

## Befolkningsutveckling
Antalet invånare i kommunen Saubens
Referens:INSEE